# 월정사 (평창군)
월정사(月精寺)는 강원특별자치도 평창군 진부면 오대산(五臺山) 기슭(374-8번지)에 위치한 사찰로, 대한불교 조계종 제4교구 본사이다.

## 역사
신라 선덕여왕 12년인 643년에 자장 율사가 창건했다는 설이 전해지는 오대산의 중심 사찰이다. 자장율사는 중국으로 유학을 가서 산서성 태화지에서 문수보살을 친견한다. 문수보살은 자장율사에게 부처님 정골사리와 가사, 발우를 전해주며 신라로 돌아가 경주 동북방의 오대산에서 다시 볼 것을 말했다. 신라로 돌아온 자장율사는 지금의 오대산으로 들어와 임시로 초암을 지어 머무르면서 문수보살의 진신을 친견하고자 하였으나, 3일 동안 음산한 날씨가 계속되어 뜻을 이루지 못했다.
그 뒤 유동보살의 화신이라고 전하는 신효거사가 이곳에 머물며 수행했고, 범일국사의 제자였던 신의스님이 자장율사가 초암을 지었던 터에 작은 암자를 짓고 살았다. 신의스님 입적 후 이 암자는 오랫동안 황폐해졌는데 수다사의 유연스님이 다시 암자를 짓고 살면서 비로소 사격을 갖추게 되었다.
그 뒤 1377년(고려 충렬왕 33년) 화재로 전소된 것을 이일스님이 중창하고, 1833년(조선 순조 33년)에 다시 화재로 전소된 것을 1844년(헌종 10년) 영담, 정암 등의 스님이 나서 중건했다. 하지만 한국전쟁 때 작전상의 이유로 아군에 의해 칠불보전(七佛寶殿)을 비롯한 10여 동의 건물이 전소되었다가 1964년에야 탄허스님이 적광전을 중건해서 현재에 이르고 있다.
1951년 1·4 후퇴 때 절이 인민군에 점령될 수 있다고 판단하여, 월턴 워커 미8군 사령관과 김백일 육군 1군 군단장이 오대산 사찰의 소각을 지시했다. 월정사도 팔각구층석탑 이외의 건물은 모두 불타 없어졌다. 몇 달 뒤 김백일은 비행기 사고로 사망했는데, 유족이 이를 사찰을 훼손한 것에 대한 업보라 여겨 이후 월정사에 그의 위패를 안치했다.
울창한 전나무 숲 속에 오대산을 뒤로 하여 자리 잡고 있으며, 가람 배치는 일직선 상에 놓는 일반적인 신라 시대 양식과는 달리 탑 옆쪽으로 부속 건물이 세워져 있다. 지금의 건물은 한국 전쟁 때 완전히 소실된 것을 현대에 새로 중창한 것이다. 방한암과 탄허 등의 고승이 이 곳에 머물렀다.

## 문화재
대한민국의 국보 제48호로 지정된 다각다층탑인 월정사 팔각구층석탑과 보물 제139호 월정사 석조보살좌상이 유명하다. 1997년 성보박물관을 개관하여 조계종 제4교구 소유의 문화재들을 관리하고 있다.

### 월정사 팔각구층석탑
평창 월정사 팔각 구층석탑(平昌 月精寺 八角 九層石塔)은 국보 제48호로 지정되어 있다. 고려 중기 다층석탑의 대표적인 예로 전체 높이는 15.15m이다. 하성기단의 갑석에는 연화문이 새겨지고 옥개석(屋蓋石)에는 층급 받침 대신 백제식 석탑에서 볼 수 있는 각(角)과 원(圓)의 2단받침을 쓴 것이 특이하다. 탑의 남쪽 면 앞에는 북쪽을 향해 앉은 보살석상이 있는데, 이러한 유례는 강릉 신복사지 삼층석탑(江陵 神福寺址 三層石塔)에서도 볼 수 있다.

### 월정사 팔각구층석탑 사리장엄구
월정사 팔각구층석탑 사리장엄구(月精寺八角九層石塔舍利莊嚴具)는 보물 제1375호로 지정되어 있다. 국보 제48호인  평창 월정사 팔각 구층석탑을 1970년에 해체 복원할 때 발견된 것으로 9종 12점이다. 고려시대 초기의 금속공예사 및 불교사상과 교류사를 연구하는데 중요한 위치를 차지하고 있다. 현재 월정사 성보박물관에 소장되어 있다.

### 월정사 석조보살좌상
월정사 석조보살좌상(月精寺 石造菩薩坐像)은 보물 제139호로 지정되어 있다. 고려시대의 석조보살좌상로, 높이가 1.8m이며 강릉 한송사지 석조보살좌상, 강릉 신복사지 석조보살좌상과 더불어 특이하고 아름다운 불상 조각의 형식을 띠고 있다. 월정사 경내의 평창 월정사 팔각 구층석탑을 향해 무릎을 꿇고 앉아 있는 모습이다.

### 월정사 부도군
월정사부도군(月精寺浮屠群)은 문화재자료 제42호로 지정되어 있다. 월정사에서 상원사(上院寺)로 가는 길의 약 700m 지점 전나무 숲속에 위치하고 있는데 대부분이 석종형(石鍾型)의 부도(浮屠)이나 그 중에는 2중 기단과 옥개를 갖춘 원탑형(圓塔型)의 부도도 있다. 운공성관(雲空性觀)·금성당(金聖堂) 등 도합 22기(基)인데 크기는 높이 1∼2m내외로 조선중기 이후의 부도인 것으로 추정된다.

### 월정사 북대 고운암 목조석가여래좌상 및 복장유물
월정사북대고운암목조석가여래좌상및복장유물(月精寺北臺孤雲庵木造釋迦如來坐像및腹藏遺物)은 강원특별자치도 유형문화재 제131호로 지정되어 있다. 이 불상은 나무로 만든 석가불좌상으로, 1710년(숙종 36) 북대(北臺) 고운암(孤雲庵)에서 광습(廣習) 등 3인에 의해 조성되었음을 알 수 있는 발원문과 후령통 등의 유물이 복장에서 함께 발견되었다. 현재 월정사 성보박물관에 전시되어 있다.

### 월정사 육수관음상
월정사육수관음상(月精寺六手觀音像)은 강원특별자치도 유형문화재 제53호로 지정되어 있다.  이 불상은 몸에 손이 왼쪽과 오른쪽 어깨에 각각 3개씩 모두 6개가 달려있어 6수관음보살로 불리는데 금동으로 주조되어 있다. 머리에 삼면화관(三面花冠)을 썼는데 정면에는 화불(化佛)좌상이 있고 그 안에서 육계가 솟아 있는 조선시대의 보살상이다.

### 월정사 적멸보궁
월정사적멸보궁(月精寺寂滅寶宮)은 강원특별자치도 유형문화재 제28호이다. 신라 선덕여왕(재위 632∼647) 때 자장보살이 당나라에 가서 문수보살의 계시를 받고 돌아와 세웠다는 전설이 있는 곳으로 우리나라 5대 적멸보궁 중 하나이다. 앞면 3칸·옆면 2칸 규모의 1층 건물이며, 지붕은 옆면이 여덟 팔(八)자 모양으로 화려한 팔작지붕이다. 앞면 가운데 칸에는 두 짝의 판자로 만든 문을 달았고, 양쪽 칸에는 아래에는 판자로 만든 벽을 대고 위에는 띠살창을 하고 있어 특이하다.

### 월정사 중대 사자암 목조비로자나불좌상
평창 월정사 중대 사자암 목조비로자나불좌상(平昌 月精寺 中臺 獅子庵 木造毘盧遮那佛坐像)은 강원특별자치도 유형문화제 제157호이다. 이 비로자나불좌상은 조각수법이 정교할 뿐만 아니라, 불상의 제작연대(1894년) 및 작자를 명확히 알려주는 복장유물을 동반한 조선 말기의 불상으로 불교미술사적으로 중요한 가치를 지니고 있다. 월정사성보박물관에 소장되어 있다.

### 월정사 남대 지장암 목조지장삼존불감
평창 월정사 남대 지장암 목조지장삼존불감(平昌 月精寺 南臺 地藏庵 木造地藏三尊佛龕)은 강원특별자치도 유형문화재 제158호이다. 이 불감은 17~18세기 전형적인 불상조각의 특징을 잘 나타내 주며 그 예가 많지 않은 지장삼존불감일 뿐만 아니라, 조선후기 불교조각 양식을 잘 갖추고 있어 불교미술사적으로 중요한 가치를 지니고 있다.

### 월정사 북대 고운암 목조미륵보살좌상
평창 월정사 북대 고운암 목조미륵보살좌상(平昌 月精寺 北臺 孤雲庵 木造彌勒菩薩坐像)은 강원특별자치도 유형문화재 제159호로 지정되어 있다. 이 미륵보살좌상은 복장유물이 완전하게 보관되어 있어 1710년이라는 정확한 제작연대와 제작자를 알 수 있을 뿐만 아니라, 보존상태도 양호하며 18세기 불교조각의 기준작으로 삼을 만 하다는 점이 가치가 있다.

## 사진

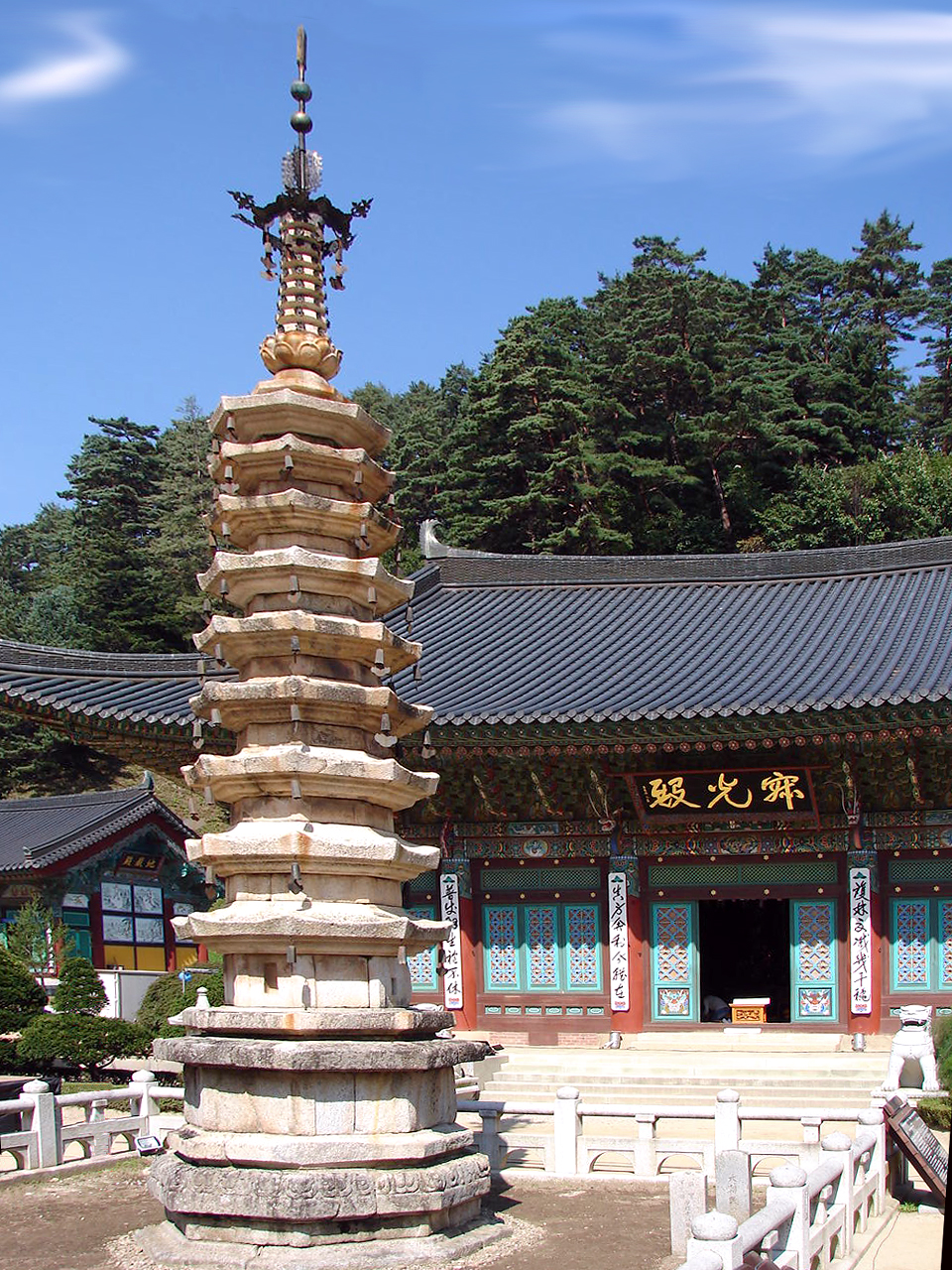
국보 제48호 평창 월정사 팔각 구층석탑
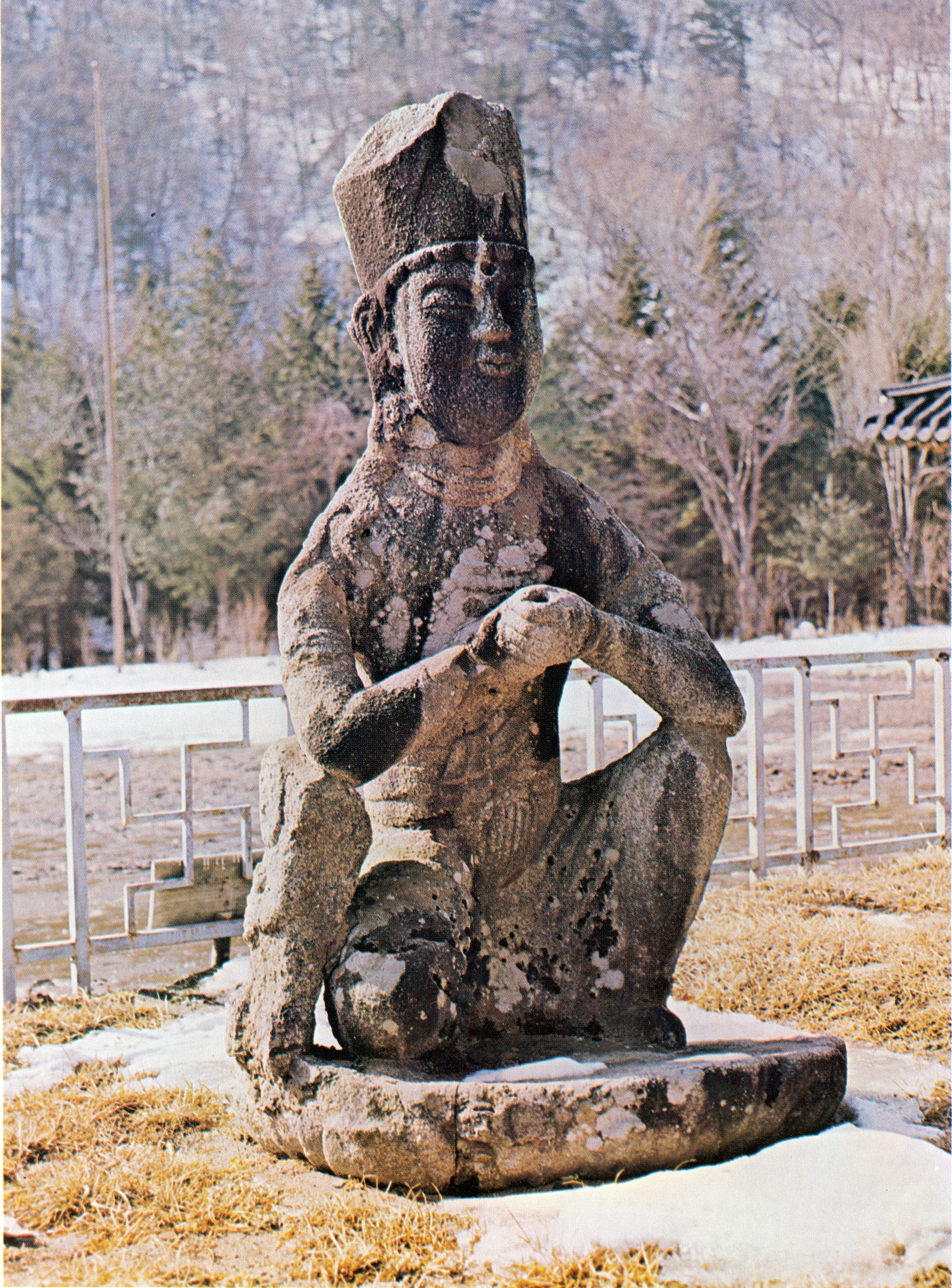
보물 제139호
평창 월정사 석조보살좌상

## 템플스테이
월정사에서는 내·외국인을 위한 다양한 템플스테이 프로그램을 운영하고 있다.

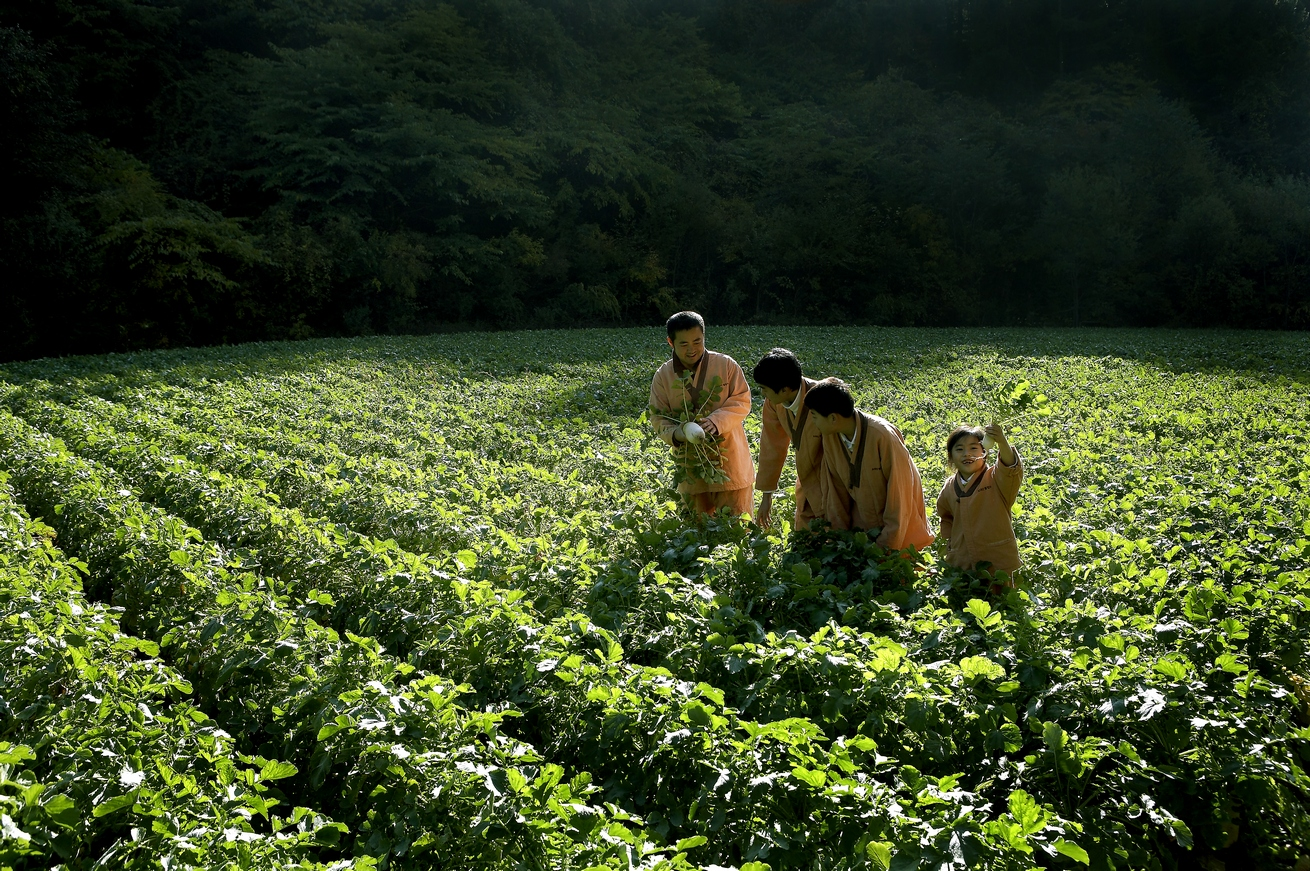
월정사 템플스테이 프로그램
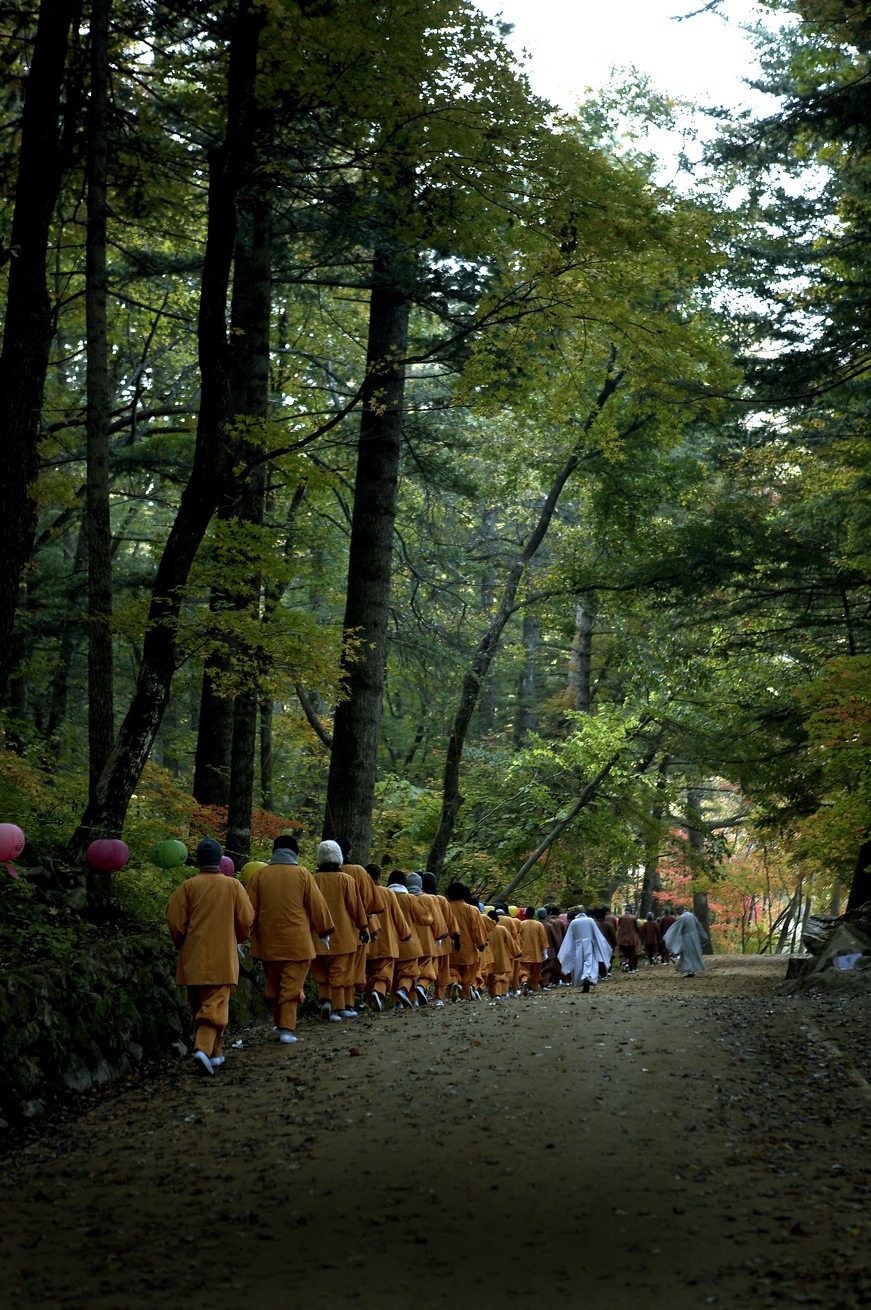
월정사 템플스테이 프로그램

### 주변볼거리
주변에 오대산 월정사 전나무숲이 있다.

## 같이 보기
- 오대산
- 상원사 (평창군)

## 참고 문헌
- “월정사 창건기”. 월정사. 2008년 3월 27일에 원본 문서에서 보존된 문서. 2008년 5월 5일에 확인함.